# Separatatus carinatus
Separatatus carinatus är en stekelart som beskrevs av Chen och Wu 1994. Separatatus carinatus ingår i släktet Separatatus och familjen bracksteklar. Inga underarter finns listade i Catalogue of Life.